# شیکومبا
شیکومبا (به لاتین: Chicomba) یک منطقهٔ مسکونی در آنگولا است که در استان اوئیلا واقع شده‌است. شیکومبا ۱۳۱٬۸۰۷ نفر جمعیت دارد.